# 青柳常夫
青柳 常夫（あおやぎ つねお 1933年 - 2022年9月8日）は、日本の歌手、アコーディオン奏者。
昭和30年代、歌声喫茶「ともしび」のリーダーとして活躍、「ヤギさん」の愛称で親しまれた。昭和40年代以降はうたごえ運動から派生したミュージカル、合唱団の指導も行う。
2000年、CGアニメ『ポピーザぱフォーマー』の主題歌『POPEE the クラウン』を歌い、歌詞の意味不明さがアニメの内容のシュールさと共に視聴者に強烈な印象を与えた。2023年4月、主題歌とサウンドトラック収録曲が各ダウンロード・サブスクリプションサービスで配信開始。
代表曲は『郵便馬車の馭者だった頃』『山岳の唄』など多数。
2022年9月8日に死去。88歳-89歳没。（ご息女からの情報）（の"Aoyagi Tsuneo ... passed away earlier this month (2023年6月）"は間違い）